# Juan Vicente Gómez y su época
Juan Vicente Gómez y su época es un documental venezolano dirigido y escrito por Manuel de Pedro y estrenado en 1975, en el Festival de Cine de San Sebastián.

## Sinopsis
Juan Vicente Gómez y su época narra las diferentes facetas del dictador venezolano Juan Vicente Gómez. La película se encuentra divida en cinco capítulos: El Benemérito, El Hacendado, El Pelotero, El Carcelero y El Inmortal.
La película contó con la fotografía y film de archivo de Amábilis Cordero y Jorge Balevich.

## Reparto
- José Ignacio Cabrujas, narrador
- Orlando Andersen, narrador

## Legado
Juan Vicente Gómez y su época fue votada como una de las mejores películas venezolanas de todos los tiempos con en una encuesta de 1987 a 29 expertos organizada por la revista Imagen.